# Hệ giác quan ở cá

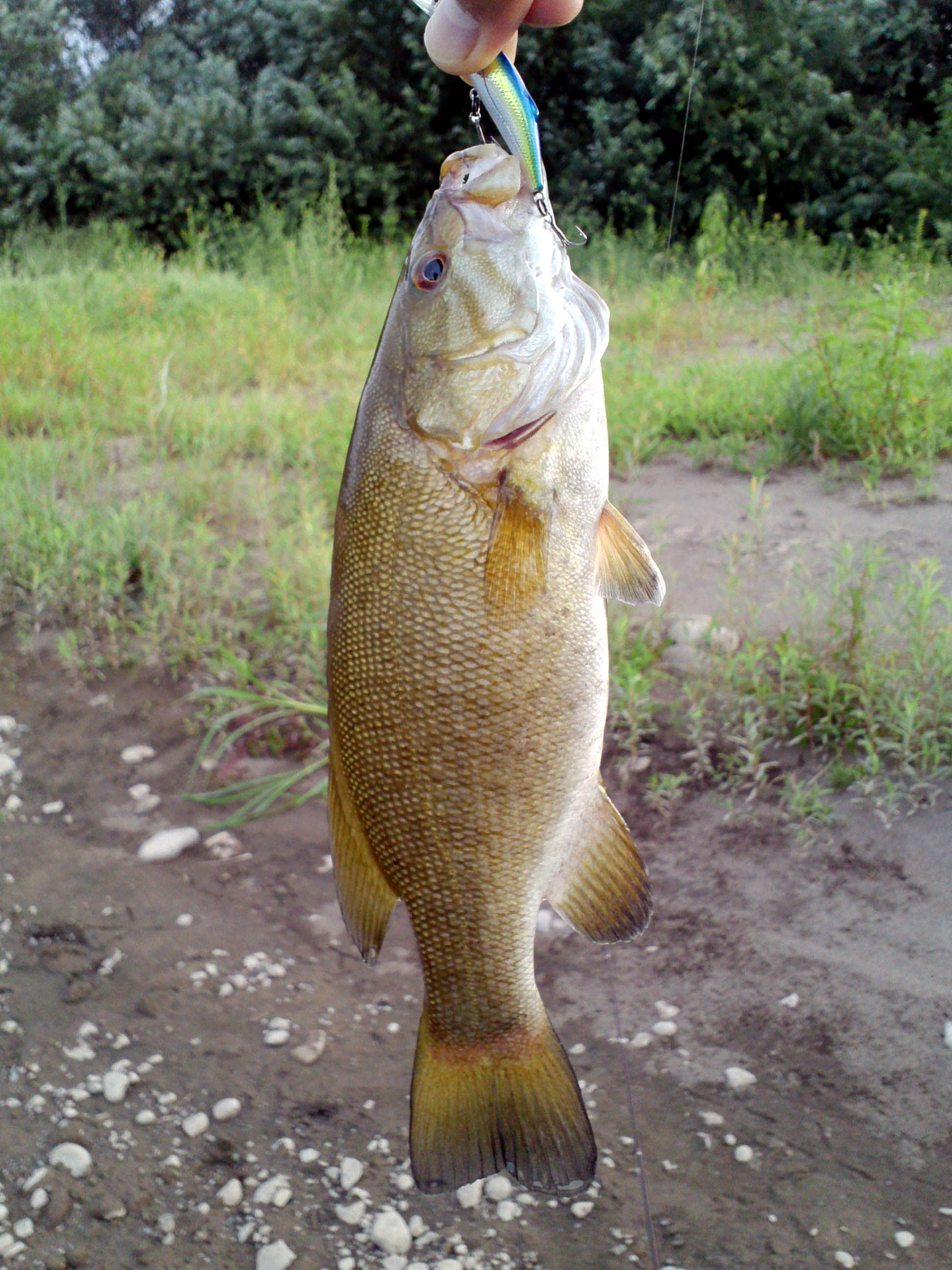
Một con cá vược, chúng là loài cá có giác quan khá phát triển và thường được ưa thích làm cá câu thể thao

Hệ giác quan ở cá là tổng thể các giác quan của loài cá cấu thành cơ quan cảm giác. Cá có các giác quan cơ bản giống người như: thị giác, thính giác, xúc giác, khứu giác và vị giác. Cơ quan cảm giác gồm: Cơ quan cảm giác ở da (xúc giác). Cơ quan vị giác, Cơ quan khứu giác, Cơ quan thính giác, Cơ quan thị giác.
Các loài cá săn mồi tiếp xúc với con mồi của nó thông qua đủ cả năm giác quan: Thính giác, thị giác, khứu giác, vị giác và xúc giác. Tùy theo tập tính ăn mồi của đối tượng khai thác mà có các loại mồi cá khác nhau. Cá săn mồi khi phát hiện ra mồi và tiếp xúc với mồi không chỉ dựa vào một vài giác quan mà gần như tổng hợp tất cả các giác quan của nó để đánh giá mồi và chất lượng mồi, sau đó mới bắt mồi. 

## Xúc giác

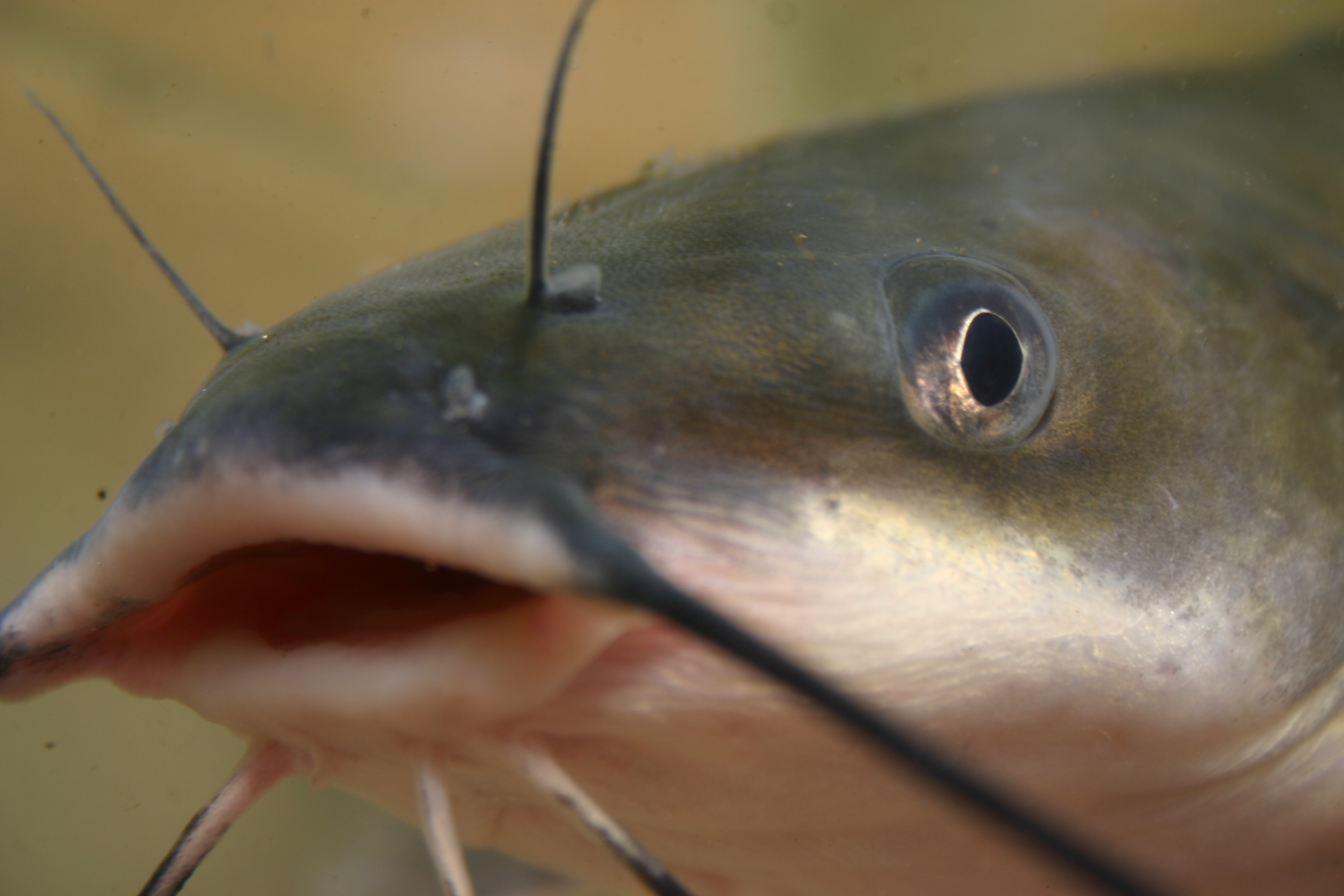
Cá da trơn (cá nheo) là các loài cá có xúc giác phát triển để thích hợp với cuộc sống ở những vùng đáy nước đục ngày

Xúc giác: Nhiều loài cá sống trong những nơi tối tăm, và xúc giác của chúng là cơ quan hỗ trợ thiết thực cho cơ quan thị giác. Một số xúc giác của cá là râu mọc xung quanh miệng (có chức năng như ngón tay). Với cơ quan này, nó có thể di chuyển dễ dàng dưới đáy biển hoặc sông. Các cơ quan cảm giác ở da gồm có Mầm cảm giác có vị trí Mầm cảm giác của cá miệng tròn và cá sụn phân bố ở biểu bì của da.
Mầm cảm giác của cá xương phân bố ở môi, râu, xoang miệng và vây của cá. Hình dạng cấu tạo của Mầm cảm giác có hình nụ. Bên trên mầm cảm giác có đỉnh keo nhô lên cao do tế bào cảm giác tiết ra dịch nhờn đông đặc lại tạo thành. Mầm cảm giác được cấu tạo bởi các tế bào nâng đỡ ở bên ngoài và các tế bào cảm giác ở bên trong. Ở gốc của các tế bào cảm giác có nhiều đầu mút dây thần kinh phân bố, ở đỉnh của các tế bào cảm giác có lông cảm giác. Chức năng của mầm cảm giác là Cảm nhận dòng chảy của dòng nước.
Hố cảm giác (cơ quan Hillick) có vị trí Hố cảm giác phân bố ở đầu và thân cá. Hình dạng cấu tạo giống như mầm cảm giác nhưng các tế bào cảm giác ở bên trong thấp hơn các tế bào nâng đỡ bên ngoài nên ở giữa trũng xuống giống như cái hố. Chức năng của hố cảm giác giúp cá cảm nhận được những chấn động trong nước.
File:Ampullae of Lorenzini inner side.jpg
Cơ quan Lorezini (Ampullae of Lorenzini) Cơ quan lorenzini nằm ở phần đầu của cá. Hình dạng cấu tạo của nó Là những ống bên trong chứa đầy chất dịch, một đầu phình to và một đầu thông với bên ngoài. Ở phía dưới cơ quan này có các dây thần kinh phân bố đến. Đây là một dạng biến đổi của cơ quan đường bên. Chức năngCơ quan Lorenzini giúp cá cảm nhận nhiệt độ của môi trường.
Một cơ quan quan trọng hơn nữa là hệ thống đường bên. Cấu tạo của cơ quan này là một nhóm đầu dây thần kinh nằm ở dưới da bên hông của cá. Khi có bất kỳ chuyển động nào trong nước (luôn tạo ra sóng lan truyền theo mọi hướng), hệ thống đường bên sẽ nhận biết sóng này truyền qua hệ thần kinh và cá sẽ biết được đó là kẻ thù hoặc thức ăn gần bên.
Cơ quan đường bên thường phân bố ở hai bên thân cá. Ở một số loài cá có thể gặp cơ quan đường bên ở hai bên phần đầu của cá. Hình dạng cấu tạo của Cơ quan đường bên thường có dạng ống dài nằm dưới da cá, bên trong ống chứa đầy chất dịch, ở đáy của ống có các tế bào cảm giác, lông của tế bào cảm giác nhô lên, gốc tế bào nối với các đầu mút dây thần kinh. Chức năng của nó là để giúp cá xác định vị trí, phương hướng và lưu tốc nước.

## Vị giác
Cơ quan vị giác của cá có quan hệ chặt chẽ với cơ quan khứu giác. Tuỳ vào loài cá mà có các vị trí vị giác khác nhau, nhưng đều phân bố ở bên trong hoặc xung quanh miệng. Cơ quan vị giác của cá gồm có Ụ nếm Papilla. Các nụ nếm phân bố ở lưỡi, xoang miệng hầu, thực quản của cá. Hình dạng cấu tạo của ụ nếm gồm nhiều nụ nếm hình bầu dục với các tế bào cảm giác ở bên trong và các tế bào nâng đỡ ở bên ngoài, bên trên các tế bào cảm giác cũng có lông cảm giác, gốc các tế bào cảm giác cũng nối với nhiều đầu mút dây thần kinh. Chức năng: Xúc giác, giúp cá cảm nhận mùi vị thức ăn.
Nhiều loài cá thận trọng, có tính kén chọn mồi, thường có vị giác khá phát triển. Chúng có khả năng phân biệt các vị của mồi khác nhau. Một sự thay đổi nhỏ về vị của mồi cũng làm cho chúng kén ăn, chẳng hạn khi mồi bị ngâm lâu trong nước thường vị của mồi sẽ nhạt đi cá sẽ không còn hứng thú bắt mồi nữa. Tùy theo đối tượng câu để chọn vị của mồi cho thích hợp, thông thường nên cố gắng tránh các vị quá chua, quá chát, quá đắng hoặc quá mặn.

## Khứu giác
Hầu hết nhiều loài cá đều có khứu giác tốt. Nhiều loài tận dụng điều này để săn mồi, một số khác để tự vệ. Nếu một con cá trong bầy bị thương vì kẻ thù thì tự nhiên nó sẽ tiết ra 1 chất đặc biệt trong da tan loãng vào nước. Khi các thành viên trong đàn ngửi thấy nó, chúng sẽ bơi nhanh hơn để an toàn. Vị trí của Cơ quan khứu giác nằm ở phần trước của đầu cá. Chức năng của nó là cảm nhận về mặt hoá học của thức ăn, giúp cá phân biệt con mồi, quần đàn và địch hại.
Gồm Lỗ mũi trước, Túi mũi, Lỗ mũi Vành ngoài của lỗ mũi. Hình dạng cấu tạo chính là túi mũi của cá. Túi mũi là một túi do các tế bào biểu bì tạo thành; Có hai loại tế bào biểu bì: Tế bào nâng đỡ: To, thô. Tế bào cảm giác: Hình que, mảnh, có nhân to, bên trên tế bào cảm giác cũng có lông cảm giác, bên dưới cũng nối với nhiều mút dây thần kinh cảm giác. Các dây thần kinh này hợp lại thành dây thần kinh khứu giác.
Thường trên mũi của cá hay có râu cá, nhất là các loài cá trê. Số lượng và chiều dài của râu khác nhau tùy loài cá. Các loài cá sống và kiếm ăn tầng đáy thường có râu phát triển (cả về số lượng lẫn chiều dài). Cá thường cá có bốn đôi râu và được gọi tên theo vị trí của chúng như sau: Râu mũi: Một đôi nằm kề bên đôi lỗ mũi trước. Râu mép: Một đôi nằm hai bên mép. Đây là đôi râu dài nhất. Râu càm: Một đôi nằm ở dưới càm. Râu hàm: Một đôi nằm kế đôi râu mép.

## Thính giác
Cá có tai nằm bên trong sọ. Giống như các động vật có xương sống khác, tai cá có chức năng như các cơ quan giữ thăng bằng cũng như để nghe. Âm thanh truyền rất tốt trong nước, và nhiều loại cá truyền âm thanh để thông tin cho nhau, có loài còn truyền cả sóng âm (như cá heo nhưng đây không phải phụ thuộc vào thính giác).
Cơ quan thính giác phân bố bên trong hộp sọ và ở hai bên đầu cá. Chức năng của nó là nghe và tham gia vào việc giữ thăng bằng cho cơ thể cá. Cơ quan thính giác của cá phát sinh từ lá phôi ngoài trong giai đoạn phôi thai. Đầu tiên, lá phôi ngoài ở hai bên đầu dầy lên hình thành mấu nổi. Tiếp theo, trên bề mặt của mấu nổi lõm xuống tạo thành dạng cốc, dần dần hai bên cốc khép lại tạo thành bao thính giác.
Sau đó, bao thính giác chia làm hai phần: Bên trên: Thường có 3 ống bán khuyên bên trong chứa đầy chất dịch. Vách ở đầu mỗi ống bán khuyên phình to ra hình thành các Ampulla, trong các Ampulla có các tế bào cảm giác phân bố thành từng đám. Bên dưới: Chia 2 phần là túi bầu dục bên trên và túi hình cầu bên dưới.

## Thị giác

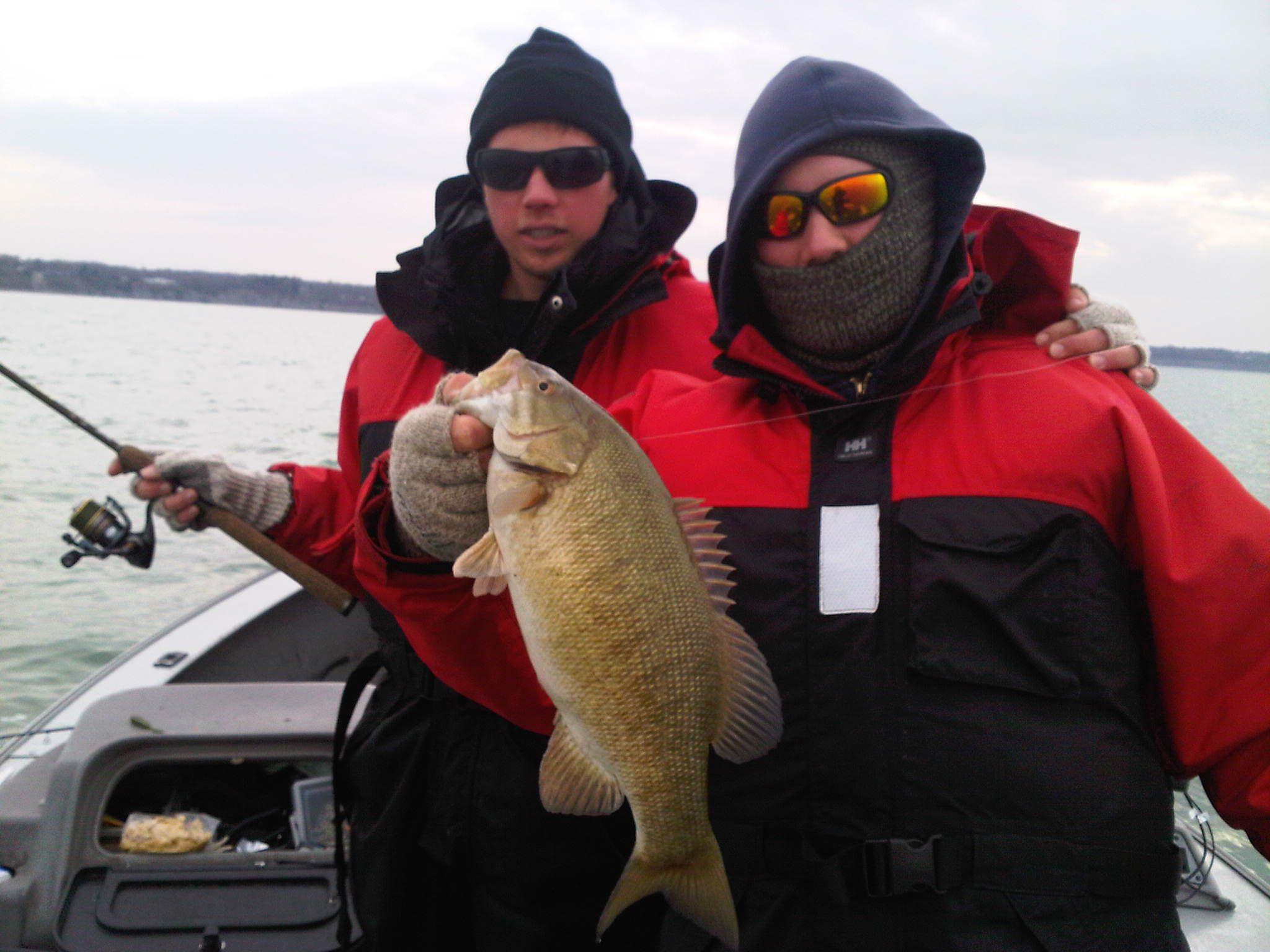
Cá vược là loài thích đớp các con mồi di động, chúng có thị giác khá tốt

Thị giác của cá thì hầu hết cá có mắt ở hai bên đầu, nhờ thế mà cá nhìn được mọi phía, điều này rất cần thiết bởi vì cá không thể quay đầu về phía sau được. Phần lớn cá có thể nhìn tốt ở phía trước hoặc ở 2 bên, số ít hơn có khả năng nhìn màu. Đó là điều quan trọng khi chúng giao phối vì một số loài có thể thay đổi màu sắc khi giao phối.
Vị trí của mắt thường nằm ở hai bên đầu của cá. Chức năng để nhìn, tham gia vào việc giữ thăng bằng cho cơ thể cá. Góp phần tạo nên màu sắc của cá. Hình dạng cấu tạo của Mắt của cá thường gồm có 4 phần chính: Màng cứng: Là lớp ngoài cùng của mắt. Phía trước hình thành giác mạc trong suốt và phẳng để tránh va chạm lúc cá bơi lội. Ở cá sụn màng cứng bằng sụn. Ở cá xương màng cứng bằng tổ chức sợi.
Màng mạch: Là lớp nằm sát bên trong màng cứng. Gồm nhiều mạch máu và các tế bào sắc tố. Màng mạch kéo dài ra phía trước hình thành mống mắt ở giữa có đồng tử. Võng mô: Là bộ phận sinh ra cảm giác, nằm ở phần trong cùng của mắt. Võng mô do nhiều tế bào thị giác hình thành; Có hai loại tế bào thị giác: Tế bào thị giác hình que: Cảm nhận cường độ ánh sáng nhanh hoặc chậm. Tế bào hình chóp nón: Cảm nhận màu sắc ánh sáng.
Thủy tinh thể: Hình cầu, trong suốt. Giữa giác mạc, võng mô và thủy tinh thể chứa đầy dịch thủy tinh thể trong suốt dạng keo có nhiệm vụ cố định vị trí thủy tinh thể. Ánh sáng xuyên qua thủy tinh thể để đến võng mô. Ngoài ra mắt cá còn có cơ treo, cơ kéo, mấu lưỡi liềm. Cá không có tuyến lệ.